# Messerschmitt Me 262
O Messerschmitt Me 262, apelidado de Schwalbe ("Andorinha") na versão de combate, ou Sturmvogel (''Pássaro da Tempestade'') na versão de bombardeiro, é um caça de combate e caça-bombardeiro que foi projetado e construído na Alemanha Nazista pela Messerschmitt. Foi o primeiro caça a jato a operar no mundo.
O design do que se tornaria o Me 262 se iniciou em abril de 1939, antes da Segunda Guerra Mundial eclodir. A aeronave realizou seu primeiro voo em 18 de abril de 1941 usando um motor a pistão ao invés de um a jato. Foi somente em 18 de julho de 1942 que o primeiro voo de um caça a jato aconteceu, graças a atrasos no projeto, relacionados aos motores, metalurgia e interferências por figuras do alto-escalão nazista, como Hermann Göring, cabeça da Luftwaffe, e Adolf Hitler. O führer queria que o caça fosse operado como uma aeronave de ataque ao solo em vez de um interceptador defensivo, necessitando assim de um redesenho. Consequentemente, a aeronave foi finalmente colocada em status operacional com a Luftwaffe apenas em meados de 1944. Em sua configuração padrão, o Me 262 era mais rápido e mais fortemente armado do que qualquer caça aliado, incluindo o britânico Gloster Meteor a jato. Os Aliados contra-atacaram sua eficácia no ar atacando frequentemente a aeronave no solo e durante a decolagem e aterrissagem.
Sendo um dos projetos mais avançados a atingir o status operacional durante a Segunda Guerra Mundial, as funções do Me 262 incluíam versões de bombardeiro leve, reconhecimento e de caça noturno. O Me 262 provou ser extremamente eficaz contra caças aliados; os pilotos alemães reivindicaram um total de 542 aeronaves aliadas abatidas, com reivindicações mais altas também tendo sido feitas. As operações foram atormentadas por problemas de confiabilidade, que foram em grande parte resultado da escassez generalizada de materiais estratégicos, bem como erros de design nos motores turbojato Junkers Jumo 004 que o moviam. Os ataques das forças aliadas aos suprimentos de combustível no final da guerra também reduziram as operações com o Me 262. A produção de armamento na Alemanha estava focada em aeronaves de fabricação mais fácil. No geral, o Me 262 teve um impacto insignificante no curso da guerra como resultado de sua introdução tardia, com poucas unidades entrando em serviço.
Enquanto o uso alemão do Me 262 terminou com o fim da Segunda Guerra Mundial, um pequeno número foi operado pela Força Aérea da Checoslováquia até 1951. Além disso, Israel supostamente recebeu até 8 unidades fornecidas secretamente, embora não haja confirmações oficiais de tal uso. A aeronave também influenciou fortemente vários projetos futuros, como o Sukhoi Su-9, de 1946. Numerosos modelos foram capturados e estudados em voo pelas grandes potências e influenciaram os projetos de aeronaves do período pós-guerra, como os norte-americanos F-86 Sabre e B-47 Stratojet, além do soviético MiG-15.

## Projeto

### Origem
Anos antes da Segunda Guerra Mundial, os alemães previram o grande potencial de aeronaves movidas pelo motor a jato construído por Hans von Ohain em 1936. Após os voos de teste bem-sucedidos do primeiro avião a jato do mundo - o Heinkel He 178 - durante a invasão da Polônia, os nazistas iniciaram o desenvolvimento de um caça avançado com motor a jato. Como resultado, o Me 262 já estava em desenvolvimento como Projekt 1065 antes do início da guerra. O projeto teve origem com um pedido do Reichsluftfahrtministerium (Ministério da Aviação do Reich) para um avião a jato com autonomia de uma hora e uma velocidade de pelo menos 850 km/h (530 mph; 460 kn). Woldemar Voigt chefiou a equipe de design, com o chefe de desenvolvimento da Messerschmitt, Robert Lusser, supervisionando.
Em abril de 1939, os planos iniciais foram elaborados e, após sua apresentação em junho de 1939, o projeto original era muito diferente da aeronave que entrou em serviço. Especificamente, apresentava motores montados na raiz da asa. A progressão do projeto original foi muito atrasada por problemas técnicos com o novo motor a jato. Como os motores demoravam para serem produzidos, a Messerschmitt mudou os motores das raízes das asas para os pods sob as asas, permitindo que fossem trocados mais prontamente, se necessário. Isso acabou sendo importante, tanto para disponibilidade quanto para manutenção. Uma vez que os motores BMW 003 se mostraram mais pesados do que o previsto, a asa foi levemente inclinada, em 18,5°, para acomodar uma mudança no centro de gravidade (CG).

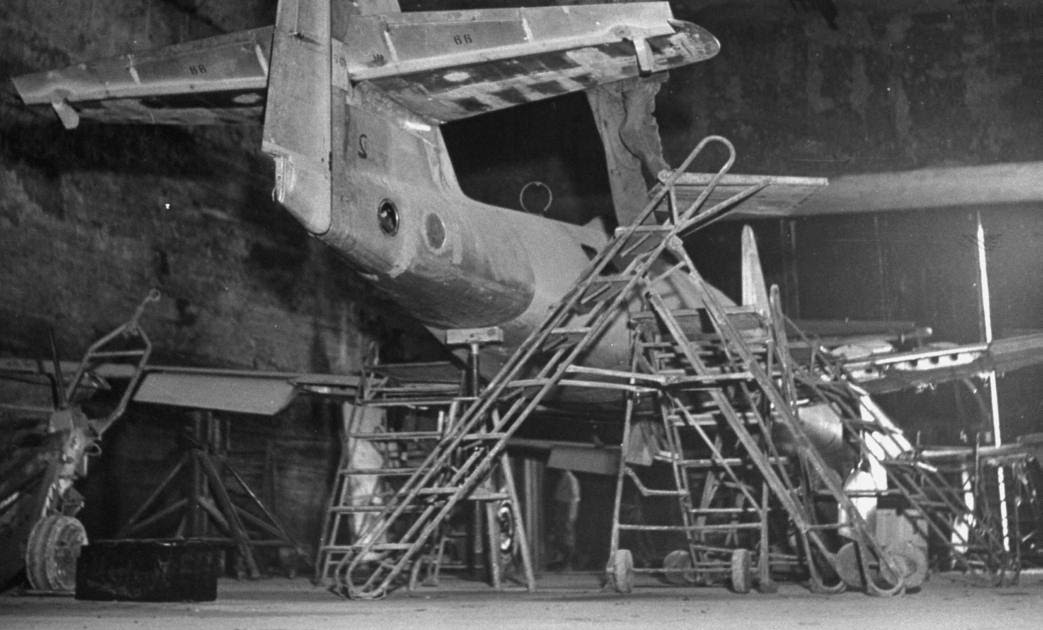
Um Me 262 sendo produzido em uma fábrica alemã

O programa de motores a jato foi prejudicado pela falta de financiamento, principalmente devido a uma opinião predominante entre os oficiais de alto escalão de que o conflito poderia ser vencido facilmente com aeronaves convencionais. Entre eles estava Hermann Göring, chefe da Luftwaffe, que cortou o programa de desenvolvimento de motores para apenas 35 engenheiros em fevereiro de 1940 (um mês antes da primeira maquete de madeira ser concluída). O engenheiro aeronáutico Willy Messerschmitt procurou manter a produção em massa do Bf 109 movido a pistão do que dividir a produção em duas partes. O major-general Adolf Galland apoiou a Messerschmitt durante os primeiros anos de desenvolvimento, pilotando o próprio Me 262 em 22 de abril de 1943. Naquela época, os problemas com o desenvolvimento do motor haviam retardado consideravelmente a produção da aeronave. Um problema particularmente agudo era a falta de uma liga com ponto de fusão alto o suficiente para suportar as temperaturas envolvidas, problema que não havia sido resolvido adequadamente até o final da guerra. Depois que um voo com motores BMW 003 terminou em um incêndio duplo em novembro de 1941, a aeronave fez seu primeiro voo bem-sucedido inteiramente a jato em 18 de julho de 1942, impulsionada por um par de motores Jumo 004.
Ludwig Bölkow foi o principal aerodinamicista designado para trabalhar no projeto do Me 262. Ele inicialmente projetou a asa usando aerofólios NACA modificados com uma seção de nariz elíptica. Mais tarde no processo de design, estes foram alterados para derivados AVL de aerofólios NACA, o NACA 00011-0.825-35 sendo usado na raiz e o NACA 00009-1.1-40 na ponta. Os restos dos aerofólios foram usados nas superfícies da cauda horizontal e vertical. Para acelerar a construção, reduzir o peso e usar menos materiais estratégicos no final da guerra, os interiores das asas não foram pintados. As asas foram fixadas à fuselagem em quatro pontos, usando um par de parafusos de 20 mm (0,79 in) e mais quarenta de 8 mm (0,31 in).

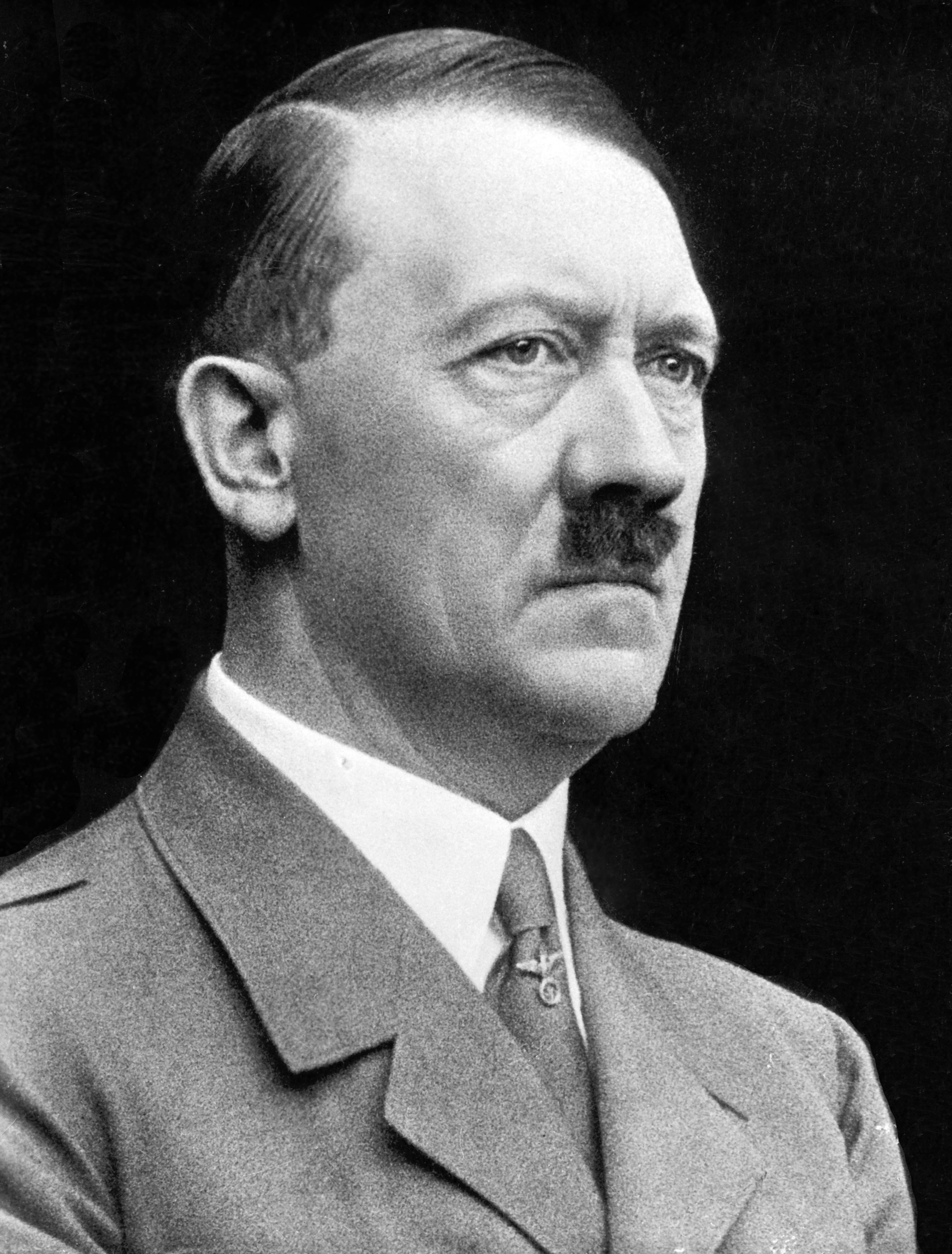
Hitler foi um dos responsáveis pelo atraso da produção

Em meados de 1943, Adolf Hitler imaginou o Me 262 como uma aeronave de ataque ao solo, em vez de um interceptador defensivo. A configuração de um Schnellbomber de carga leve de alta velocidade ("bombardeiro rápido") foi projetada para penetrar no espaço aéreo inimigo durante a esperada invasão aliada da França. A interferência de Hitler ajudou a prolongar o atraso em colocar o Schwalbe em operação; (outros fatores também contribuíram; em particular, havia problemas de vibração no motor que precisavam de atenção). Em suas memórias, Albert Speer, então Ministro do Armamento, afirmou que Hitler originalmente havia bloqueado a produção em massa do Me 262 antes de liberá-la, no início de 1944. Críticas semelhantes foram feitas pelo tenente-general Adolf Galland. Hitler rejeitou os argumentos de que a aeronave seria mais eficaz como caça contra os bombardeiros aliados que destruíam grandes cidades da Alemanha e a queria como bombardeiro para ataques de vingança. De acordo com Speer, Hitler sentiu que sua velocidade superior em comparação com outros caças da época significava que não poderia ser atacado e, portanto, o preferiu para voos diretos em grandes altitudes.
O Me 262 é frequentemente referido como um projeto de "asas em flecha", já que a aeronave de produção tinha uma pequena, mas significativa, curva de bordo de ataque de 18,5°, o que provavelmente forneceu uma vantagem ao aumentar a resistência em velocidades sônicas Mach. A curva, incomum na época, foi adicionada após o projeto inicial da aeronave. Os motores provaram ser mais pesados do que o inicialmente esperado, e a curva foi adicionada principalmente para posicionar o centro de sustentação adequadamente em relação ao centro de massa.

### Voos de teste
Os voos de teste começaram de 18 de abril de 1941, com o protótipo, denominado V1, realizando o primeiro voo com um motor reserva, Jumo 210, visto que o motor previamente selecionado, BMW 003, não havia sido produzido a tempo.
Os testes mostraram que o Me 262 se comportou muito melhor do que os caças convencionais da época. A aeronavegabilidade foi tão melhorada em relação às aeronaves já operadas pela Luftwaffe que um relatório do Major Ernst Englander afirmou que qualquer piloto de um Bf 109 poderia voar o Me 262 com apenas uma hora de instrução. O Me 262 tinha um estol suave e características de pouso suaves em comparação com outros caças alemães. Ele tinha uma velocidade de cruzeiro de 465 mph, mais rápida do que qualquer outro caça. Ele também tinha uma visibilidade muito melhor em todas as direções em comparação com os caças alemães anteriores. Devido à falta de torque do motor, se um único motor fosse perdido, a aeronave permaneceria facilmente planando e pousaria sem problemas. Sua única grande deficiência era que os freios não podiam ser usados até que a roda do nariz tocasse o solo, porque acioná-los antes iria esmagar a roda do nariz com força contra a pista, potencialmente destruindo a roda do nariz e até mesmo a aeronave.

#### Primeiro voo a jato
O terceiro protótipo, o V3, tornou o Me 262 um verdadeiro jato quando voou em 18 de julho de 1942 sob Leipheim, Alemanha, pilotado pelo piloto de testes Fritz Wendel. Isso foi quase nove meses antes do primeiro voo do Gloster Meteor britânico em 5 de março de 1943. Seu trem de pouso retrátil (semelhante a outras aeronaves à hélice movidas a pistão contemporâneas) fez com que o jato desviasse da pista, com a turbulência da asa anulando os efeitos dos profundores, e a primeira tentativa de decolagem foi interrompida.

Os voos de teste continuaram no ano seguinte, mas os problemas do motor continuaram a atormentar o projeto, sendo o Jumo 004 apenas um pouco mais confiável do que o BMW 003 de menor empuxo. As modificações na fuselagem foram concluídas em 1942, mas, prejudicadas pela falta de motores, a produção em série não começou até 1944 e as entregas foram baixas, com 28 unidades em junho, 59 em julho, e apenas 20 em agosto.

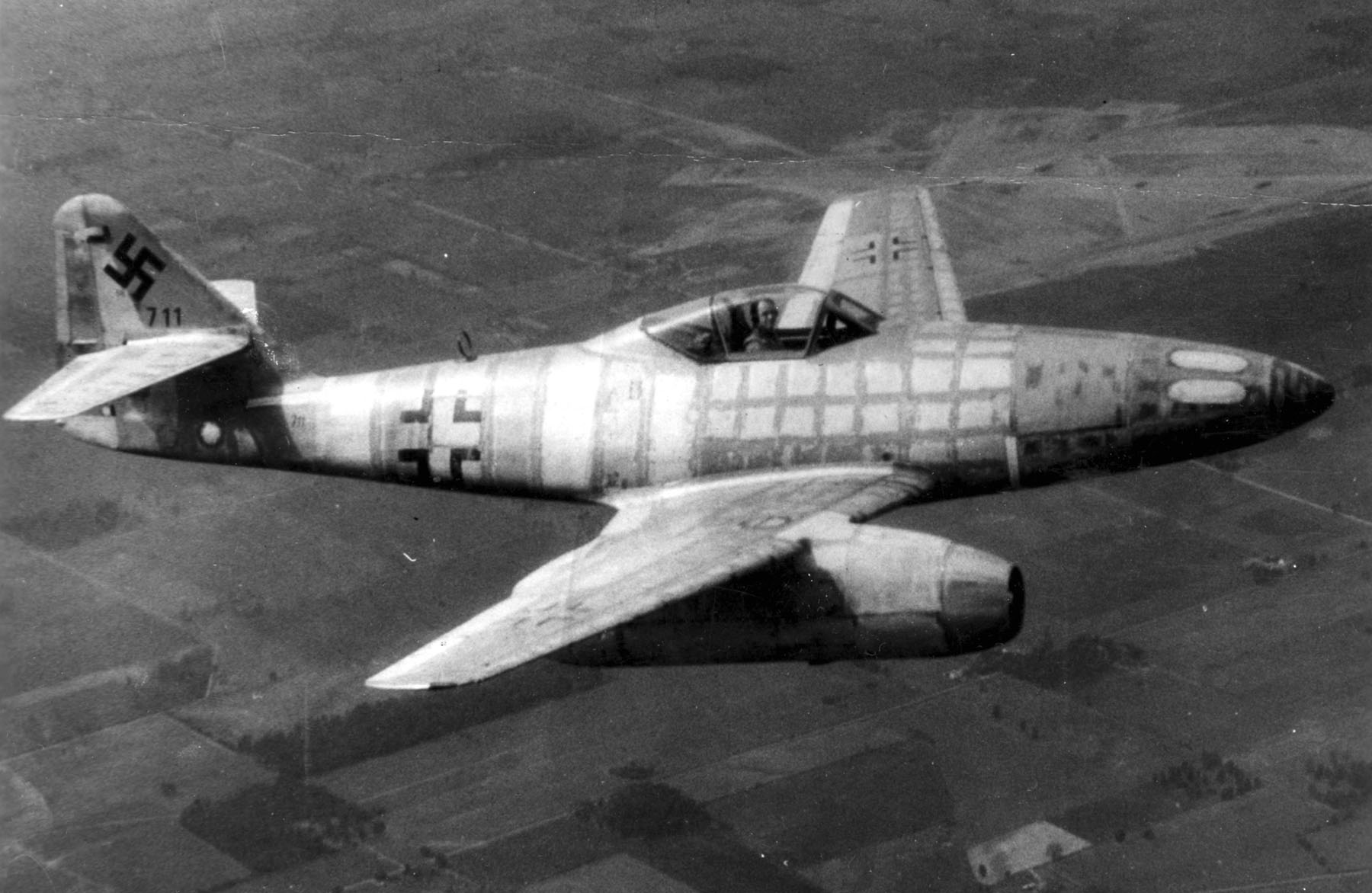
Um Me 262 sobrevoando a Alemanha, ainda em 1944

Na metade de 1943, o motor Jumo 004A havia passado por vários testes de estresse, com um tempo entre revisões de 50 horas sendo alcançado. No entanto, o motor provou ser inadequado para produção em grande escala devido ao seu peso considerável e à alta utilização de material estratégico (Níquel, Monóxido de carbono e Molibdênio), que eram escassos. Consequentemente, um novo motor, chamado de 004B, foi projetado para usar uma quantidade mínima de materiais estratégicos. Todas as partes metálicas de alta resistência ao calor, incluindo a câmara de combustão, foram alteradas para aço macio (SAE 1010) e foram protegidas contra oxidação apenas por um revestimento de alumínio.  Com os aços de qualidade inferior usados no 004B, o motor precisava de revisão após apenas 25 horas de voo. Se passasse no teste, o motor era reequipado para mais 10 horas de uso, mas 35 horas marcavam o limite absoluto para a roda da turbina. Embora os motores turbojato de compressor axial da BMW e da Junkers fossem caracterizados por um design sofisticado que poderia oferecer uma vantagem considerável - também usado de forma generalizada para o turbojato americano Westinghouse J30 - a falta de materiais raros para o design do Jumo 004 o colocou em um desvantagem em comparação com o motor turbojato Power Jets W.2/700 de "fluxo parcialmente axial" que, apesar de seu próprio projeto influenciado pelo compressor centrífugo, forneceu (entre um intervalo de revisão operacional de 60 a 65 horas) uma vida útil operacional de 125 horas. Frank Whittle conclui na sua avaliação final sobre os dois motores: "foi na qualidade dos materiais de alta temperatura que a diferença entre os motores alemães e britânicos foi mais marcante".

#### Gasto de combustível
Operacionalmente, carregando 2.000 litros (440 galões imperiais; 530 galões americanos) de combustível em dois tanques de 900 litros (200 galões imperiais; 240 galões americanos), um na frente e outro atrás da cabine; e um tanque de fuselagem ventral de 200 litros (44 galões imperiais; 53 galões americanos), o Me 262 teria uma autonomia total de voo de 60 a 90 minutos. O combustível era geralmente J2 (derivado de carvão lignito), com a opção de diesel ou uma mistura de óleo e gasolina de aviação B4 de alta octanagem. O consumo de combustível era o dobro da taxa de caças bimotores típicos da época, o que levou à instalação de um indicador de aviso de pouco combustível na cabine que notificava os pilotos quando o combustível restante caía abaixo de 250 litros.
O custo unitário de um Me 262, sem contar motores, armamento e eletrônicos, era 87.400 ℛℳ. Apenas 1 (uma) unidade, era capaz de necessitar de mais de 6 mil horas para ser produzida.

## Histórico operacional

### Introdução na Luftwaffe
Em 19 de abril de 1944, foi criado ao sul de Augsburg, sob o comando de Werner Thierfelder, o Erprobungskommando 262, com o objetivo de introduzir o Me 262 em serviço e treinar um corpo de pilotos na aeronave. Em 26 de julho de 1944, o tenente Alfred Schreiber, com o 262 A-1a W.Nr. 130.017, danificou uma aeronave de reconhecimento Mosquito do Esquadrão N.º 540 da RAF, que foi supostamente perdida em um acidente ao pousar em uma base aérea na Itália. Outras fontes afirmam que a aeronave foi danificada durante manobras evasivas e escapou.

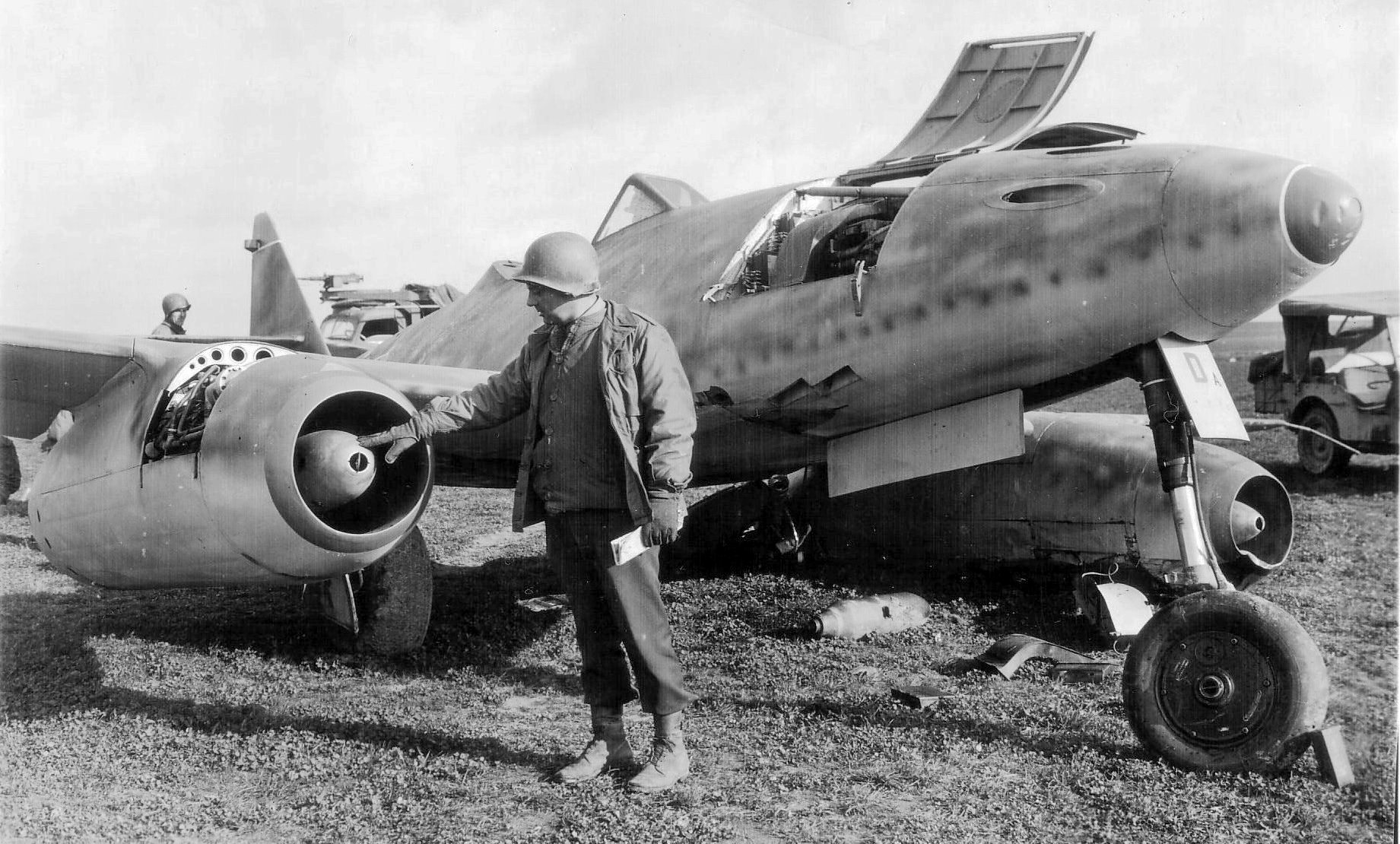
Um Me 262 abandonado sendo examinado por um soldado americano

O major Walter Nowotny foi designado comandante após a morte de Thierfelder em julho de 1944, e a unidade renomeou-se Kommando Nowotny. Essencialmente uma unidade de testes e desenvolvimento, o Gruppe montou as primeiras operações de caças a jato do mundo. Os testes progrediram em um ritmo lento; só em agosto de 1944 que as missões operacionais iniciais foram lançadas contra os Aliados; a unidade reivindicou 19 aeronaves aliadas em troca de seis Me 262 perdidos. Apesar das ordens para permanecer no solo, Nowotny optou por voar em uma missão contra uma formação de bombardeiros inimiga voando a cerca de 9.100 m (30.000 pés), em 8 de novembro de 1944. Ele reivindicou dois P-51D destruídos antes de sofrer uma falha no motor em alta altitude. Então, enquanto mergulhava e tentava reiniciar seus motores, ele foi atacado por outros Mustangs, forçado a ejetar e morreu. O Kommando foi então retirado de operação, para revisar táticas de combate e otimizar os pontos fortes do Me 262.
No decorrer de 1944 e 1945, a aeronave participou de ataques principalmente contra bases aéreas na Inglaterra, realizando os primeiros abates e perdas de uma aeronave de combate a jato, com o canhão britânico de 40mm Bofors tendo grande destaque contra os caças alemães. Nos últimos dias do conflito, a Me 262 e outras aeronaves foram designadas para missões de ataque ao solo, em uma tentativa de suporte às tropas nazistas combatendo o Exército Vermelho.

### Táticas anti-bombardeiros
Eventualmente, os pilotos alemães desenvolveram novas táticas para combater os bombardeiros aliados. Um Me 262, equipado com até 24 foguetes anti-aéreos R4M - 12 em cada uma das asas - do lado de uma formação de bombardeiros, onde as silhuetas dos bombardeiros eram mais largas, era capaz de derrubar até mesmo um Boeing B-17, graças ao explosivo presente nos foguetes. Contudo, embora essa tática de ataque lateral tenha sido eficaz, chegou tarde demais para ter um efeito real na guerra e apenas um pequeno número de Me 262 foi equipado com os foguetes; a maioria eram modelos Me 262A, da unidade Jagdgeschwader 7.

### Táticas anti-caças
Os pilotos alemães logo aprenderam que o Me 262 era bastante manobrável. Os controles eram leves e eficazes até a velocidade máxima permitida e perfeitamente harmonizados. A inclusão de slats ajudou a aumentar a sustentação geral produzida pela asa em até 35% em curvas fechadas ou em baixas velocidades, melhorando muito o desempenho da aeronave em curvas, bem como suas características de pouso e decolagem.

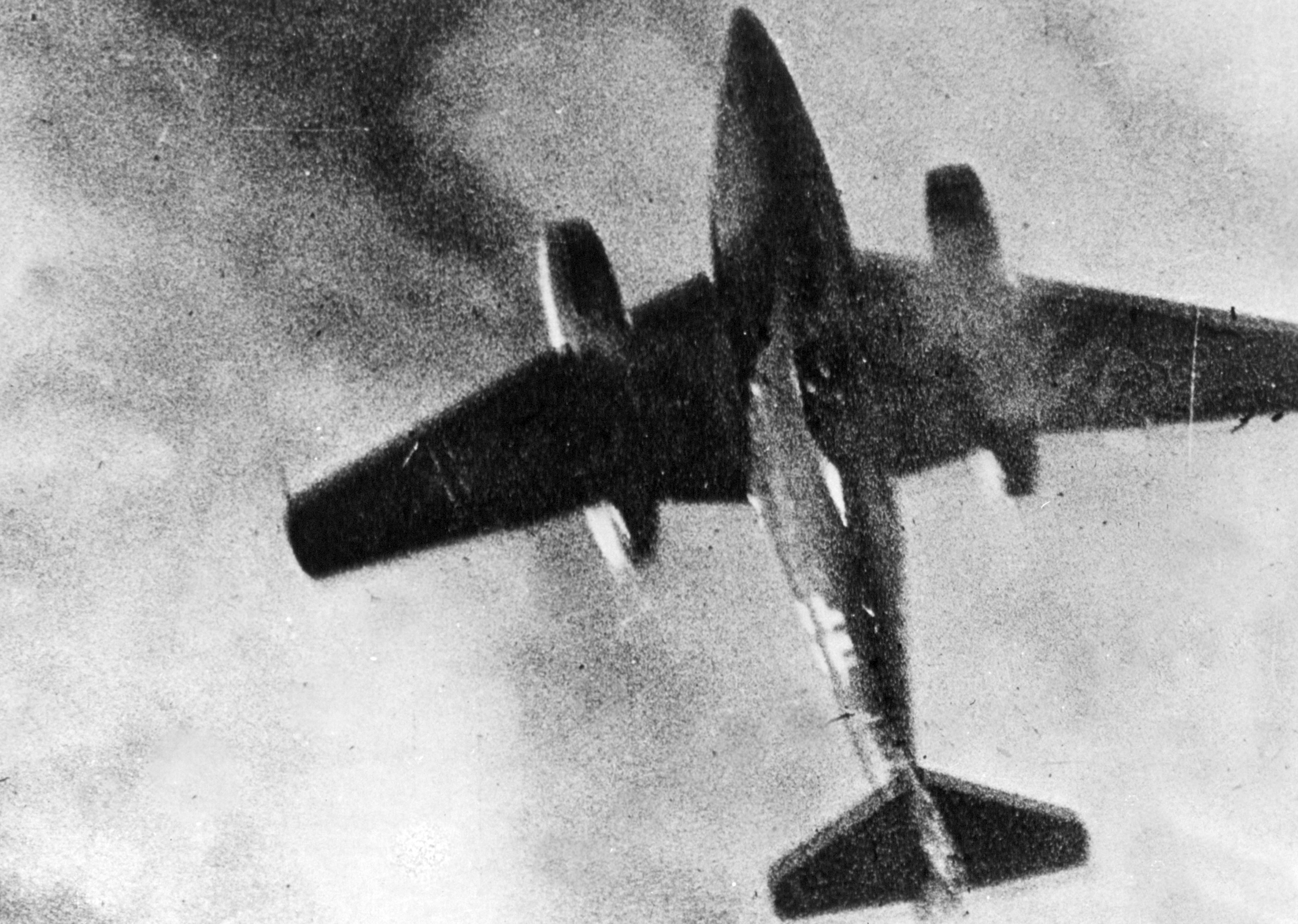
Um Me 262 sendo abatido

Muito rápido para ser interceptado pelos caças inimigos, o Me 262 era quase impossível de ser abatido. Como resultado, os pilotos alemães estavam relativamente a salvo dos caças aliados, desde que não se deixassem arrastar para competições de curvas de baixa velocidade e salvassem suas manobras para velocidades mais altas. Os pilotos aliados logo descobriram que a única maneira confiável de destruir os jatos, como acontecia com os ainda mais rápidos caças-foguetes Me 163B Komet, era atacá-los no solo ou durante a decolagem ou pouso. Os aeródromos da Luftwaffe identificados como bases de jatos eram frequentemente bombardeados por bombardeiros estratégicos, e caças aliados patrulhavam os campos para atacar jatos que tentavam pousar.
O caça britânico Hawker Tempest foi um dos únicos capazes de abater os novos jatos alemães, incluindo o Me 262. Hubert Lange, um piloto do Me 262, disse: "o oponente mais perigoso do Messerschmitt Me 262 era o britânico Hawker Tempest - extremamente rápido em baixas altitudes, altamente manobrável e fortemente armado". Alguns foram destruídos com uma tática conhecida como "Rat Scramble": Tempests em alerta imediato decolaram quando um Me 262 foi avistado no espaço aéreo britânico. Eles não interceptaram o jato, mas voaram em direção à base aérea de Hopsten. O objetivo era atacar jatos em sua aproximação de pouso, quando eles estavam mais vulneráveis, com baixa velocidade e flaps abaixados. A resposta alemã foi a construção de uma "pista antiaérea" com mais de 150 baterias de canhão automático quádruplo Flakvierling de 20 mm próxima à Hopsten para proteger as aproximações. Depois que sete Tempests foram perdidos em 1 semana, o "Rat Scramble" foi interrompido.

### Asa enflechada
Adolf Busemann havia proposto asas curvadas já em 1935, e a Messerschmitt começou a pesquisar sobre assunto somente 1940. Em abril de 1941, Busemann propôs a instalação de uma asa enflechada de 35° (Pfeilflügel II, literalmente "asa em flecha II") no Me 262, o mesmo ângulo de enflechamento de asa usado posteriormente nos F-86 americanos e nos soviéticos MiG-15. Embora a ideia não tenha sido implementada, outros projetos adotaram o modelo.

### Produção
Cerca de 1.400 aviões foram produzidos, no entanto, menos de 100 Me 262 estavam em condições de combate. Segundo algumas fontes, eles destruíram de 300 a 450 aviões inimigos, com os Aliados destruindo cerca de cem Me 262 no ar. Quando a Alemanha começou a ser intensamente bombardeada, a produção do Me 262 foi dispersa em instalações de produção discretas, às vezes pouco mais do que clareiras nas florestas da Alemanha e dos países ocupados. Do final de fevereiro ao final de março de 1945, aproximadamente sessenta Me 262 foram destruídos em ataques à Obertraubling e trinta em Leipheim. A própria fábrica de jatos de Neuburgo foi bombardeada em 19 de março de 1945.
Grandes fábricas subterrâneas fortemente protegidas foram construídas - como no complexo Weingut I, parcialmente enterrado para a produção de motores a jato Jumo 004 - para retomar a produção do Me 262, a salvo de ataques a bomba. Uma mina de carvão abandonada sob a montanha Walpersberg foi adaptada para a produção de aeronaves completas. As aeronaves eram rebocadas para o topo plano da colina, onde uma pista havia sido construída. Entre 20 e 30 Me 262 foram construídos na montanha, com a fábrica subterrânea sendo invadida por tropas aliadas antes que pudesse atingir uma produção significativa. Na Áustria ocupada, uma vasta rede de túneis foi escavada, onde trabalhadores escravos do campo de concentração Mauthausen produziam 450 fuselagens do Me 262 por mês desde o início de 1945. Mauthausen era conhecido como um dos campos de concentração mais severos; a expectativa de vida era de seis meses. Estima-se que 35 mil a 50 mil pessoas morreram nos trabalhos forçados do Me 262.

### Pós-guerra
Após o fim da guerra, as tecnologias avançadas alemãs, entre elas o Me 262, foram rapidamente capturadas pelos soviéticos, britânicos e americanos, como parte da Operação Paperclip. Muitos Me 262 foram encontrados em condições de voo e foram confiscados. Os aliados desejavam estudar a tecnologia, principalmente dos motores.
Durante os testes, o Me 262 foi considerado mais rápido que o caça a jato britânico Gloster Meteor e tinha melhor visibilidade lateral e traseira. Contudo, o Me 262 tinha um alcance menor que o Meteor e tinha motores menos confiáveis.

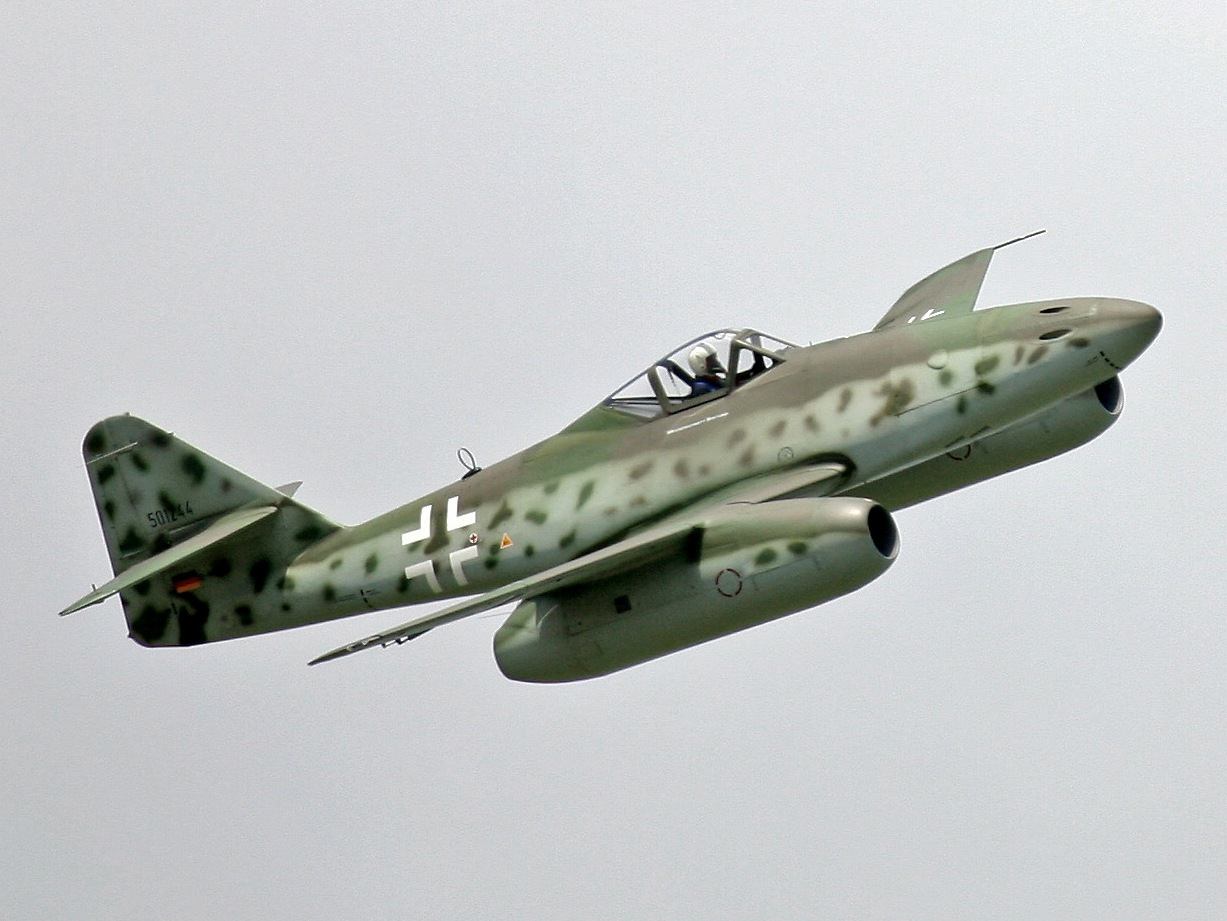
Um Me 262 voando em 2006

O capitão Eric Brown, um piloto de testes da RAF que pilotou 487 tipos de aviões durante seu serviço, voou um Me 262 capturado (assim como outros jatos alemães da Segunda Guerra Mundial) após o fim do conflito. Ele se referiu ao Me 262 como "a aeronave mais formidável da Segunda Guerra Mundial". Ele observou que o avião tinha uma série de características inovadoras, mas em termos de desempenho, era um salto quântico à frente de outros aviões da época. Em particular, ele notou suas asas voltadas para trás, seu motor a jato de fluxo axial e os quatro poderosos canhões de 30 mm. Ele afirmou que era significativamente mais rápido que o Spitfire e que, com tal velocidade, "você poderia conduzir o combate totalmente em seus próprios termos. Se você não quisesse se engajar, poderia sair e deixar todos esperando."
A Força Aérea do Exército dos EUA comparou o Lockheed P-80 e o Me 262, concluindo que o Me 262 era superior em aceleração e velocidade, com desempenho de subida semelhante. O Me 262 parecia ter um número Mach crítico mais alto do que qualquer caça americano.
A aeronave foi extensivamente estudada, auxiliando no desenvolvimento dos primeiros caças a jato americanos, britânicos e soviéticos. O F-86, projetado pelo engenheiro Edgar Schmued, usava um design de slats baseado no Me 262.
A indústria aeronáutica da Checoslováquia continuou a produzir variantes do caça, nomeadas (Avia S-92) e (Avia CS-92), após a Segunda Guerra Mundial. A partir de agosto de 1946, um total de nove S-92 e três CS-92 foram concluídos e testados. Eles foram introduzidos em 1947 e em 1950 foram fornecidos ao 5º Esquadrão de Caças, tornando-se os primeiros caças a jato a servir na Força Aérea da Checoslováquia. Estes foram mantidos voando até 1951, quando foram substituídos por caças a jato soviéticos. Ambas as versões estão em exibição no Museu da Aviação de Praga.

#### Réplicas
Em janeiro de 2003, o American Me 262 Project, um projeto com sede em Everett, Washington, completou os testes necessários para permitir a entrega de reproduções parcialmente atualizadas de várias versões do Me 262. Todas são movidas por motores General Electric CJ610 e apresentam recursos de segurança adicionais, como freios atualizados e trem de pouso reforçado.
Os testes de voo da primeira variante recém-fabricada Me 262 A-1c (monoposto) foram concluídos em agosto de 2005. A primeira entrega foi para um proprietário privado no sudoeste dos Estados Unidos, enquanto a segunda foi entregue à Fundação Messerschmitt em Manching, Alemanha. Esta última realizou um voo de teste particular no final de abril de 2006 e fez sua estreia pública em maio no Show Aéreo de Berlim.

## Especificações

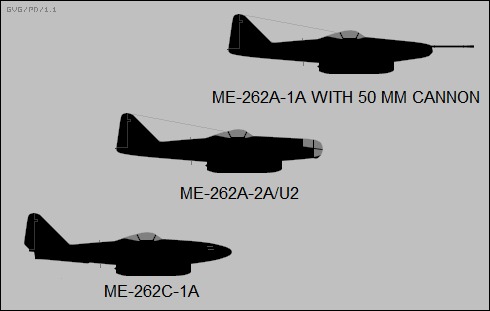
Variantes do Me 262

### Características gerais[31][93]
- Tripulação: 1 (piloto)
- Comprimento: 10.6 metros
- Envergadura: 12.6 m
- Altura: 3.5 m
- Peso máximo de decolagem (MTOW): 7,130 kg

### Performance
- Velocidade máxima: 900 km/h
- Alcance: 1,050 km
- Teto operacional: 11,450 m (37,570 pés)
- Taxa de subida: 20 m/s (3,900 pés/minuto)

### Armamento
- Metralhadoras: 4 × MK108 de 30mm

- Foguetes: 24 × R4M de 55mm
- Bombas: 2 × bombas de 250 kg